# Anthophora hololeuca
Anthophora hololeuca là một loài Hymenoptera trong họ Apidae. Loài này được Cockerell mô tả khoa học năm 1923.